# کوندروسنخا (کیسپیکانچی)
کوندروسنخا (به اسپانیایی: Condorsenja) یک کوه در پرو است. کوندروسنخا ۴٬۸۰۰ متر بالاتر از سطح دریا واقع شده‌است.